# Jul i Frankrike
Jul i Frankrike präglas av att julkrubban är ett viktigt inslag i dekorationerna i hemmet. Förutom de traditionella figurerna finns på vissa håll även krubbfigurer som en slaktare, en bagare, en polisman eller en präst.
Julbrasor är vanliga, och enligt sägen är det Père Noël som delar ut julklapparna. I östra Frankrike har han följeslag av Le Pere Fouettard, en fransk version av Zwarte Piet.
Huvudmåltiden äts antingen på julaftons kväll, eller tidigt på juldagens morgon.
Trettondedag jul firas den 6 januari.